# Samuïl Maikapar
Samuïl Moisséievitx Maikapar, rus: Самуи́л Моисе́евич Майкапа́р (Kherson, llavors Imperi Rus, actualment Ucraïna, 18 de desembre de 1867 – Sant Petersburg, 8 de maig de 1938) fou un pianista rus.
Maokapar va passar la seva infància a la ciutat de Taganrog i el 1885 es va graduar del Gimnàs dels Nens on va estudiar amb Anton Txékhov. També va fer lliçons privades de música amb Gaetano Molla, llavors director de l'Òpera italiana a Taganrog.
El 1885, es va inscriure al Conservatori de Sant Petersburg mentre estudiava lleis a la Universitat de Sant Petersburg, es va graduar el 1891. Alumne de Beniamino Cesi i Nikolai Soloviev, Maikapar va obtenir el diploma del Conservatori de Sant Petersburg el 1893 i va millorar encara més les seves habilitats de piano sota la direcció de Teodor Leszetycki fins a 1898. Durant aquest temps va donar nombrosos concerts a Berlín, Leipzig, Sant Petersburg, Moscou, Taganrog i altres ciutats.
Va escriure un Assaig vers l'oïda musical (Moscou, 1900), i diverses composicions vocals i per a piano.